# Hochwasserrückhaltebecken Pöppelsche
Das Hochwasserrückhaltebecken Pöppelsche ist ein Hochwasserrückhaltebecken (HRB) des Wasserverbandes Obere Lippe bei Westereiden im Kreis Soest, Nordrhein-Westfalen.
Die Pöppelsche gehört zusammen mit der  Gieseler zum Einzugsgebiet von Lippe und Rhein.

## Geographische Lage
Das Hochwasserrückhaltebecken liegt im Naturschutzgebiet SO-006 Talsystem Pöppelsche mit Hoinkhauser Bach. Der Staudamm steht ca. 1 km nordwestlich von der Ortschaft Westereiden (Rüthen) und nordöstlich von der Ortschaft Berge (Anröchte). Die nächstgrößere Stadt in der Nähe ist Erwitte und befindet sich ca. 3,5 km nordwestlich.

## Geschichte
Die Pöppelsche führte nach starken Regenfällen des Öfteren starkes Hochwasser, wie zum Beispiel am 25. November 1890 bei der Katharinenflut und zwischen dem 15. und 17. Juli 1965 bei der Heinrichsflut. Hierdurch ging die Gieseler regelmäßig westlich von Bökenförde und bei Hellinghausen über die Ufer und verursachte Überschwemmungen. Aus diesem Grund wurde von 1975 bis 1977 das Hochwasserrückhaltebecken Pöppelsche gebaut.

## Staudamm mit Auslassbauwerk
Der Staudamm, dessen Kronenhöhe sich auf 159,5 m ü. NN befindet, ist an seiner Krone etwa 200 m lang, 5 m breit und 17,5 m über der Talsohle hoch.
Er besteht aus einer Felsschüttung mit einer Lehmkern-Schürzendichtung, hat rund 125.000 m³ Bauwerksvolumen und seine Böschungsneigung liegt luftseitig bei 1:2 bis 1:3 und wasserseitig bei 1:3.
In den Damm wurde ein Grundablass und eine Hochwasserentlastung integriert.
Der Grundablass besteht aus einem Einlaufbauwerk mit Rechen, einer Tauchwand mit Stollen und einem Regelorgan. Das Einlaufbauwerk mit Rechen hat eine Breite von 2,5 m und eine Höhe von 2,75 m. Der Stollen nach der Tauchwand hat einen Querschnitt von 6,20 m². Das Regelorgan besteht aus einem Kegelstrahlschieber mit der Nennweite DN 1000 und einem Bypass mit der Nennweite DN 400. Der Grundablass hat eine maximal zulässige Leistung von 10,00 m³/s und eine maximale Leistung von 12,00 m³/s.
Die Hochwasserentlastung besteht aus einem Einlauftrichter mit abgerundeter Überfallkante und einem Fallrohr. Die Überfallkante hat einen Durchmesser von 10 m und das Fallrohr einen Durchmesser von 4 m. Die Überfallkante befindet sich auf einer Höhe von 157 m ü. NN. Die Leistung der Hochwasserentlastung beträgt bei dem höchsten Stauziel von 158,5 m ü. NN 109 m³/s und ein Maximum von 115,00 m³/s.
Der Grundablass und die Hochwasserentlastung führen in einen Auslaufstollen mit einem Querschnitt von 12,2 m², der in einem Tosbecken mit Strahlaufreißer endet. Der weitere Abfluss ist über ein Gerinne in die Talsohle realisiert.
Östlich des Damms, etwas oberhalb der Krone, befindet sich ein Betriebsgebäude mit Kontroll- und Steuergeräten.

## Hochwasserrückhaltebecken
Das Staubecken hat 1,59 Mio. m³ Gesamt- bzw. Hochwasserschutzraum, bei einem normalen Speicherraum von 1,3 Mio. m³. Das Bemessungshochwasser liegt bei 115,2 m³/s. Der Stauraum ist für ein rund 42,2 km² großes Niederschlags- bzw. Einzugsgebiet ausgelegt. Das Stauziel liegt bei 157 m ü. NN und das höchste Stauziel, bei dem von einem 1000-jährlichen Hochwasser ausgegangen wird, bei 158,5 m ü. NN. Die Staufläche umfasst beim Stauziel 20,8 ha und beim höchsten Stauziel 25,4 ha.

## Bildergalerie

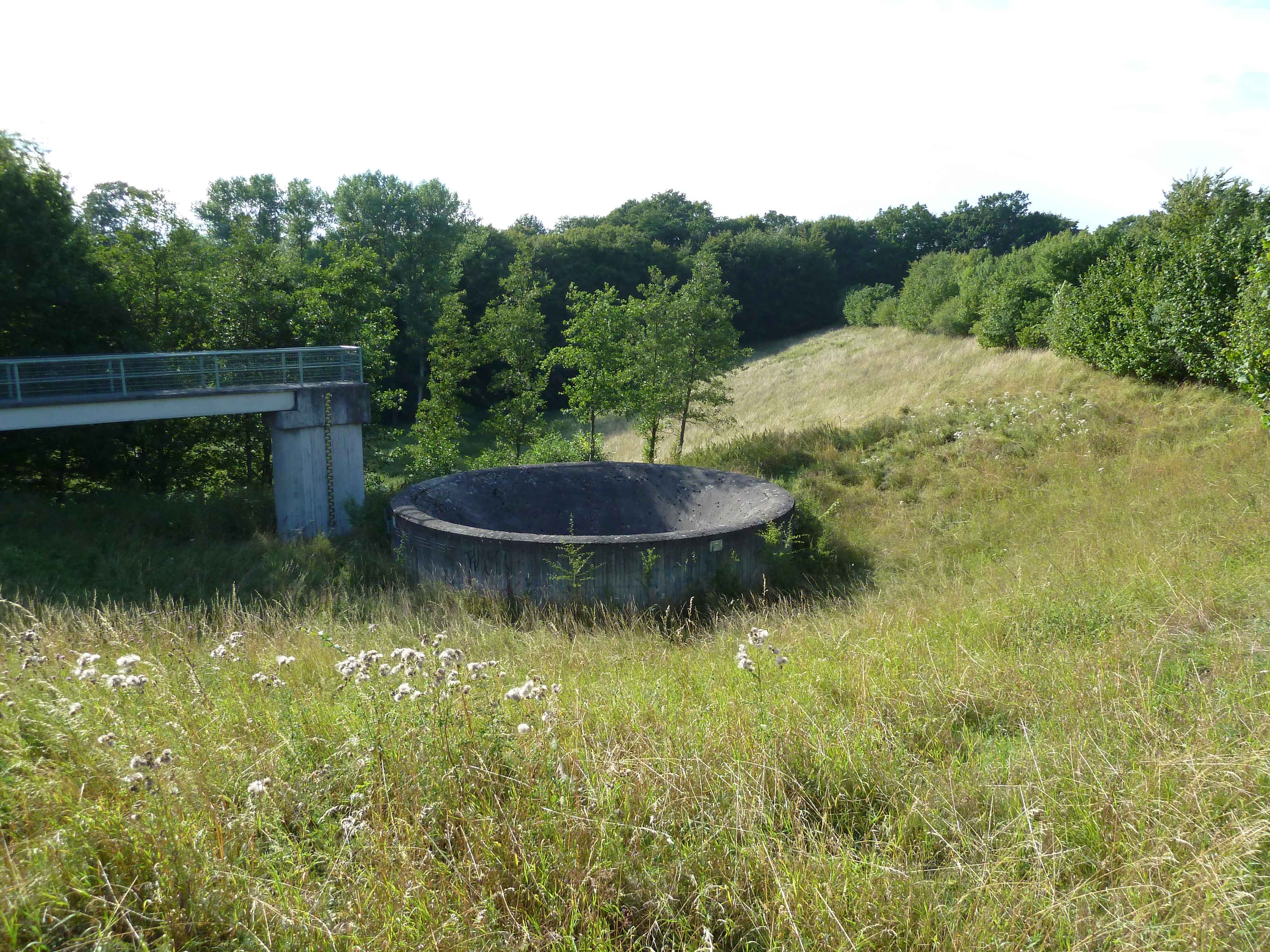
Damm und Überlauftrichter
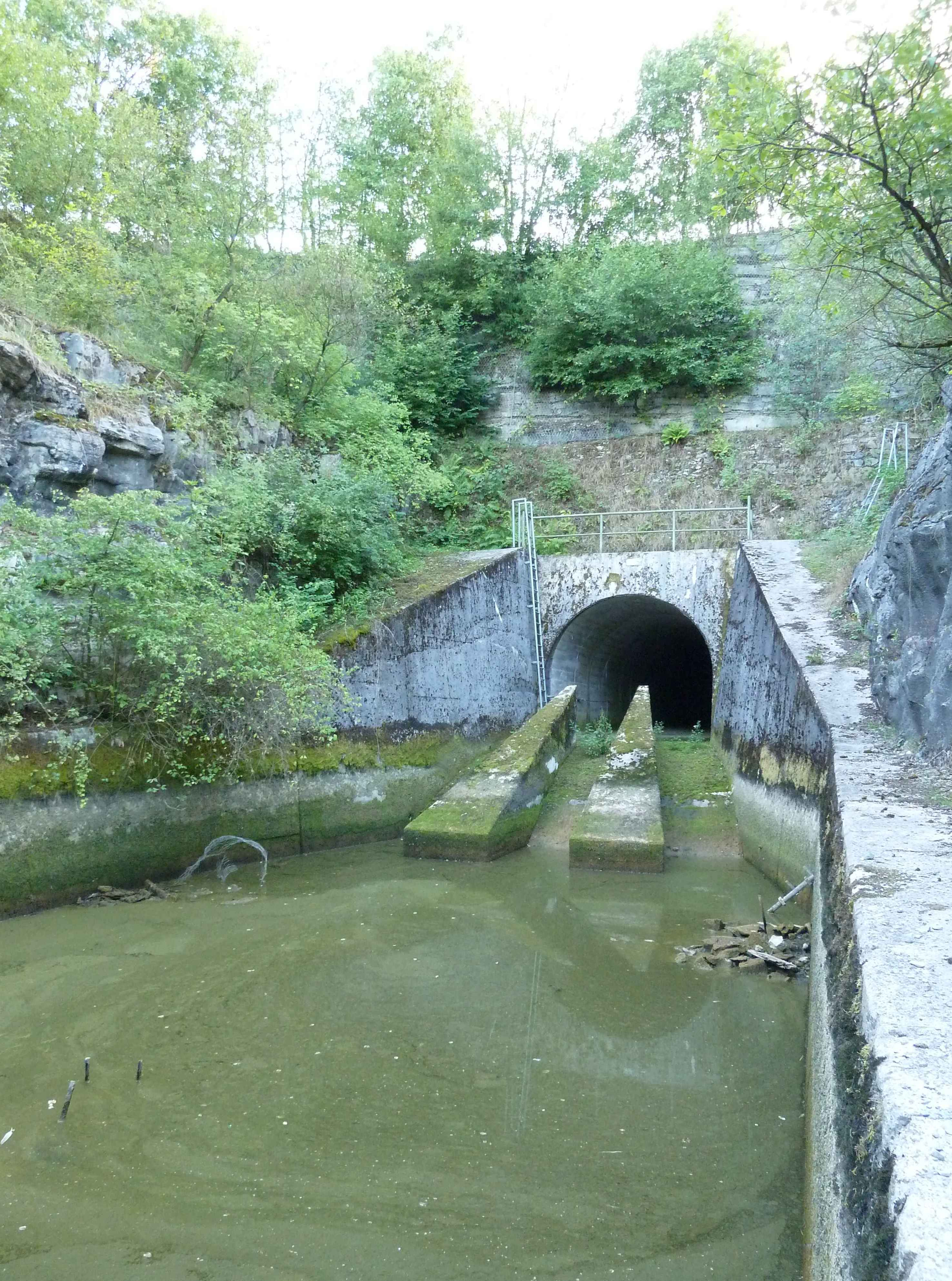
Auslaufbauwerk des Damms
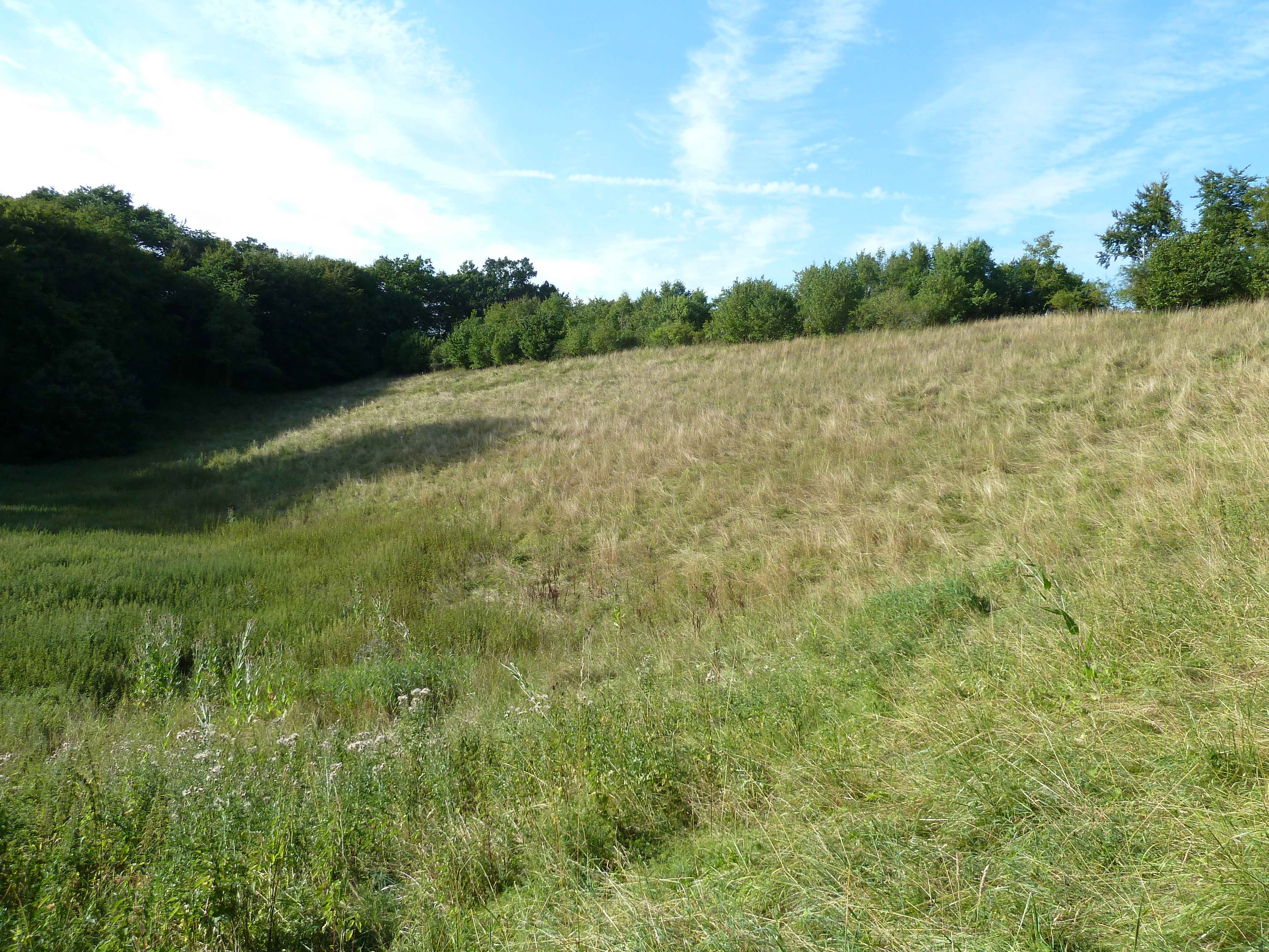
Wasserseite des Damms